# Atractus gigas
Atractus gigas este o specie de șerpi din genul Atractus, familia Colubridae, descrisă de Robert F. Myers și Walter E. Schargel în anul 2006. Conform Catalogue of Life specia Atractus gigas nu are subspecii cunoscute.